# Le Romant des Romans
Le Romant des Romans ("La Novela de las Novelas") es una serie de tres libros de caballerías franceses, escritos por Gilbert Saulnier Duverdier (c. 1598 - 1686). Su título completo era Le romant des romans, où on verra la suitte et la conclusion de Don Belianis de Grèce, du Chevalier du Soleil et des Amadis (“La novela de las novelas, donde se verá la continuación y la conclusión de Don Belianís de Grecia, del Caballero del Febo y de los Amadises”). A pesar de su título, la serie apenas hace referencia a Belianís de Grecia, protagonista del libro de caballerías de Jerónimo Fernández así llamado, ni al Caballero del Febo (protagonista del Espejo de príncipes y caballeros), quienes solamente aparecen al final de la tercera obra, y se concentra en continuar la acción del ciclo caballeresco de Amadís de Gaula. Este había llegado en 1595 hasta la publicación en Fráncfort, en alemán, de El vigesimocuarto y último libro de Amadís de Gaula, como parte del ciclo llamado Amadís de Francia. Los amadises alemanes (libros XXII, XXIII y XXIV de Amadís, según la numeración alemana) fueron traducidos al francés y publicados en París en 1615. Sin embargo, Le Romant des Romans pasó por alto los tres libros alemanes. 

## Primera parte (libro XXV de Amadís)
Saulnier Duverdier continuó el ciclo de Amadís de Gaula en la primera parte de Le Romant des Romans, que se publicó en dos tomos en París en 1626. Aunque el autor no le dio esa numeración, el libro, dividido en 45 capítulos, venía a ser el vigesimoquinto de la serie de los Amadises. Cabe mencionar que en esta obra y las dos siguientes el escritor francés no continuó los amadises alemanes, sino la serie italiana de Esferamundi de Grecia, ya que la acción se inicia inmediatamente después de la sangrienta batalla de Halapa o Alepo, con la cual había concluido la Sexta parte de Esferamundi de Grecia, cuya traducción al francés había sido publicada en 1581, como libro XXI del ciclo francés. Sin embargo, Saulnier inspiró varios episodios de su obra en El vigesimotercer libro de Amadís de Gaula, el segundo de los amadises alemanes, especialmente los relacionados con el personaje de Fulgorán de Canabea.  
Esta primera parte de Le Romant des Romants contiene una dedicatoria del autor a Alejandro de Vendome, gran prior de Francia; un poema del mismo Saulnier du Verdier en homenaje al dedicado, un prólogo al lector y un privilegio de impresión para la obra completa en seis tomos, otorgado por el rey Luis XIII en Fontainebleau el 28 de abril de 1626. 
La obra relata nuevas aventuras de varios caballeros del linaje de Amadís de Gaula, personajes de varios de los libros precedentes, tales como Florisel de Niquea, Rogel de Grecia y Esferamundi de Grecia y algunos nuevos, como Prigmaleón, hijo del emperador de Etiopía, y Rusián de Media, hijo extramatrimonial de Rogel de Grecia y de la reina Giranda. Sin embargo, el principal protagonista de la obra es Fulgorán de Canabea, hijo extramatrimonial de Rogel de Grecia y de la reina Florela de Canabea, llamado el Caballero Ardiente. Otro importante personaje es el sabio Alcandro, un sabio de extraordinarios poderes mágicos, que protege constantemente a los descendientes de Amadís.  
En el primer capítulo de esta primera parte, los príncipes descendientes de Amadís de Gaula pueden ver a su famoso antepasado, que había sido encantado por Alcandro:  
“… passerent iusques à la porte du Palais, où dans la premier tour ils virent le grand Roy Amadis de Gaule dans un chiese armé de toutes pieces except des mains, dans une desquelles ils sostenoit sa teste en telle façcón qu’il sembloit sommeiller…” (“pasaron hasta la puerta del Palacio, donde en la primera torre vieron al gran rey Amadís de Gaula en una silla armado de todas piezas salvo las manos, en una de las cuales sostenía su cabeza en tal manera que parecía dormitar.”)
Como era habitual en el ciclo amadisiano desde Las sergas de Esplandián, en la parte final del libro se produce un gran enfrentamiento bélico entre cristianos y paganos, cuando estos, dirigidos por el rey de Canabea Fulgorán, ponen sitio a Trapisonda y más tarde a Constantinopla. Antes de la conclusión de la guerra, Fulgorán y Prigmaleón, convertidos al cristianismo, se bautizan, y los sabios Alcandro y Urganda la Desconocida encantan a un grupo de príncipes griegos. El último capítulo relata el desencanto de estos y la partida de Constantinopla del príncipe Rozalmundo, hijo de Esferamundi de Grecia y de su esposa Ricarda, hija del emperador de los partos, en un carro volante enviado por el sabio Alcandro.
La tabla de capítulos de este libro es la siguiente:
1.- Las maravillas que llegaron al final de la gran batalla entre los emperadores de Grecia y los príncipes del paganismo, en tierras del soldán de Alapa.
2.- Quién era Alcandro y como encantó a don Belianís de Grecia, el Caballero del Febo y el rey Amadís con los más excelentes caballeros de sus tiempos.
3.- Cómo la mayoría de los príncipes de Grecia murieron, y cómo Alcandro fue a visitar al sabio Alquife y a Urganda.
4.- De las aventuras que tuvieron los príncipes de Grecia al retornar a sus imperios.
5.- Lo que le avino a los príncipes Dorigel, Silván y Amanio de Astra.
6.- Cómo el emperador Esferamundi, hallándose en un peligro extremo, fue socorrido por ciertos caballeros.
7.- Quiénes fueron los príncipes raptados por los gigantes y cómo Esferamundi retornó al imperio de los partos.
8.- De la llegada de los príncipes de Grecia a sus imperios y cómo el pequeño Amadís de Trapisonda fue raptado.
9.- Quién era el Caballero Ardiente y por qué odiaba a los cristianos.
10.- Cómo la reina Claringia, yendo a Celibana, fue raptada dos veces y socorrida por Fulgorán.
11.- La traición que el conde de Clina hizo a Claringia y a Fulgorán. La prisión de la reina, y el suceso de las aventuras que ocurrieron a Fulgorán después de partido de Celibana.
12.- Del horrible combate que hubo entre el gigante Grandimor, el conde Clinay los tres hermanos, y como el dicho Grandimor, estando a punto de perder la vida, fue socorrido por un caballero extranjero y después por Fulgorán.
13.- Cómo una doncella vino a la corte del rey Dardanor para obtener un don de la reina, por medio del cual se llevó consigo al Caballero Ardiente con el extranjero y de las aventuras que tuvieron después de su partida del reino de Romería.
14.- Las aventuras que ocurrieron a Fulgorán y a Florimundo de Canabea después de que se separaron de Silván.
15.- Cómo Florisel de Niquea, habiendo encontrado en un peligro extremo al Caballero Ardiente, al cual buscaba, lo socorrió, y del cruel combate que tuvieron acerca de la muerte de Balardo.
16.- De las justas que se hicieron en el imperio de los partos con motivo del nacimiento de Rosalmundo de Grecia y de un sinnúmero de pequeños príncipes y princesas.
17.- La continuación de los torneos por las magnificencias de las bodasde Silván con la bella Selvagia, y cómo estos placeres fueron interrumpidos por las nuevas que recibió Esferamundi del rapto del pequeño Clarisel de Guindaya, hijo de Florisel de Niquea.
18.- De las aventuras de los caballeros noveles después de que fueron partidos de la corte, y cómo el emperador Esferamundi fue advertido de que el rey de Canabea preparaba una poderosa armada para entrar en el imperio de Trapisonda.
19.- La agradable aventura ocurrida a Perión de Turquía, Florisarte, Cuadragante, Florestán y Dardanio.
20.- La llegada de los príncipes paganos al imperio de Trapisonda, el combate que dieron los príncipes de Grecia para disputarles el desembarco, el asalto a la ciudad durante la furiosa batalla entre el emperador Esferamundi y Fulgorán de Canabea, y la resolución que tomaron los paganos.
21.- La alegría que recibieron los príncipes de Grecia por la llegada del excelente emperador de los persas, y cuál fue el resultado de la batalla.
22.- Como en el momento del combate que debía haber entre Fulgorán, el carife de África, Florimundo y el caballero desconocido, contra Esferamundi, Amanio de Astra, Rusián y Esquilán, llegaron dos doncellas que se los llevaron a otra parte.
23.- Como Fulgorán y el caballero desconocido llegaron al castillo de Argenea, hermana del rey de las Islas Heladas, forzaron a sus guardias, deshicieron los encantamientos y liberaron a un sinnúmero de buenos caballeros que tenía cautivos allí.
24.- Cómo la nave en la que iban Fulgorán y Prigmaleón llegó cerca de dos armadas que combatían, una de las cuales obtuvo la victoria por su socorro.
25.- Cómo Fulgorán y Prigmaleón llegaron a la Isla Temible, y de las aventuras que allí encontraron.
26.- Cómo Florisel de Niquea hizo publicar justas por la llegada de la bella reina de Francia, y del fin de ellas con los maravillosos hechos de armas de un sinnúmero de buenos caballeros.
27.- Cómo Fraudador de los Ardides llegó a engañar a los príncipes de Grecia.
28.- Cómo la aventura de las pirámides fue acabada por la gloria del bravo Ruslán de Media, que fue conocido como hijo del emperador de los persas y de la bella reina Grianda.
29.- Cómo los príncipes de Grecia hubieron consejo sobre la guerra. La revista general de los ejércitos de Prigmaleón y de Fulgorán, y cómo una doncella que llegó a Constantinopla se llevó consigo a Ruslán de Media.
30.- Cómo el emperador don Rogel fue conducido al castillo del amor por la más extraña aventura del mundo, y cómo habiendo dado fin a sus encantamientos con Ruslán de Media, quedaron ambos encantados bajo los arcos de la fuente de los amantes.
31.- La agradable aventura que encontraron Esquilán de Polonia y Perión de Turquía yendo en demanda de don Rogel de Grecia.
32.- La llegada de los paganos al puerto de Constantinopla y del cruel combate que presentaron los príncipes de Grecia para disputarles el desembarco.
33.- Los maravillosos hechos de armas que se hicieron tanto en una salida que hicieron los príncipes de Grecia como en el asalto que se dio a Constantinopla, con la extraña matanza de paganos por una nueva armada llegada a favor de los cristianos.
34.- Cómo los paganos desafiaron a batalla a los cristianos y de lo que seobre ello se hizo de una parte y de otra.
35.- Cómo durante las treguas acordadas entre ambos bandos, el emperador de Melí mandó pedir el combate de cinco contra cinco y del resultado de la lucha cuerpo a cuerpo.
36.- Cómo llegó la fuente de los amantes a Constantinopla y quiénes fueron los caballeros que empezaron a probarla.
37.- Cómo tuvo fin la aventura de la fuente de los amantes por el combate de los dos caballeros encantados contra Fulgorán y Prigmaleón, las maravillas que se vieron entonces y cómo Fulgorán fue conocido.
38.- Los reyes paganos, enterados de que Prigmaleón y Fulgorán eran amigos de los príncipes de Grecia, resolvieron masacrar sus tropas, el orden que tuvieron estos dos bravos guerreros para distraer una tormenta tan grande y como todo el ejército pagano fue hecho pedazos.
39.- Las ceremonias observadas en el bautismo de Prigmaleón y Fulgorán, y cómo Alcandro encantó a la mayoría de la mayoría de los príncipes y damas de Grecia.
40.- Cómo Prigmaleón, llevado por la violencia de sus deseos, descubrió su amor a Polixena, y de la respuesta que tuvo.
41.- Una doncella llegó a Constantinopla con la cabeza del gran Marandor, muerto por el Caballero del Salvaje.
42.- Cómo una doncella que llegó a Constantinopla se llevó a Prigmaleón para combatirse con Griolanís, llamado el Bello Caballero, y cuál fue el resultado de esta aventura.
43.- Cómo Prigmaleón encontró a Melina, que le dio cuenta de las aventuras de Griolanís, y del fin del combate que Griolanís tuvo con el Caballero del Salvaje.
44.- De lo que avino a Griolanís y el Caballero del Salvaje después de su combate.
45.- Cómo los príncipes griegos fueron liberados del encantamiento en que estaban, la partida de Rosalmundo de Grecia en el carro de los grifos de Alcandro con los maravillosos hechos de armas efectuados en el torneo que se hizo después de que estos jóvenes príncipes recibieron la orden de caballería.

## Segunda parte (libro XXVI de Amadís)
Saulnier Duverdier continuó su obra en una segunda parte, publicada en París en dos tomos en 1627 y 1628, que venía a ser el vigesimosexto libro de la serie de Amadís de Gaula. El segundo tomo apareció con el título de Los amores y las armas de los príncipes de Grecia. En su versión inglesa, la obra tiene 50 capítulos.
El principal personaje de esta obra es Rosalmundo de Grecia, hijo de Esferamundi de Grecia y su esposa la emperatriz Ricarda, cuyas aventuras se alternan con las de otros valerosos caballerosos, como su primo Clarisel de Guindaya y el francés Alcidamante (el Caballero de las Palmas). Fulgorán de Canabea, protagonista del libro precedente, no aparece en este.
La acción de la obra se inciia cuando Rosalmundo de Grecia es llevado por el encantador Alcandro al imperio de Gardacia, donde el emperador lo arma caballero. Allí vence al gigante Fulmigadán y se enamora de Armacia, hija del emperador. Después va a la Ínsula Secreta, donde estaba encantado Clarisel de Guindaya, hijo de Florisel de Niquea y la reina Sidonia, lo libera del encantamiento y lo arma caballero. Clarisel, al ver la imagen de una bellísima pastora francesa llamada Miralinda, se enamora de ella.
Rosalmundo, con el nombre de Caballero de las Rosas, continúa sus aventuras, en compañía de Silverín, y junto con este combate contra Grian (el Caballero del Salvaje) y Griolanís. El combate es interrumpido por los príncipes Prigmaleón de Etiopía, Lucibel de Francia, y dos hijos de Rogel de Grecia, Rusián de Media y Pérsides de Persia, pero después ambos cuartetos se enfrentan por intrigas de una perversa doncella. La lucha se detiene gracias a las artes del sabio Alcandro, quien logra dirigir a los combatientes por diversos caminos. Después de relatar varias aventuras de Griolanís, Grian y Clarisel de Guindaya, la obra narra cómo este último se hizo pastor para poder vivir cerca de la hermosa Miralinda, que se enamora de él. A solicitud de la sabia Nerea arma caballero a un joven francés llamado Alcidamante, hijo de los marqueses de Montesclaros. Alcidamante da cima a varias aventuras en Francia y en Grecia con el nombre de Caballero de las Palmas; alcanza un gran renombre, tiene varios amoríos y entre otras cosas logra desencantar a Amadís de Trapisonda, encantado en la Ínsula Temible. Mientras tanto, Rosalmundo vence al gigante Orfurón y sus hermanos y da cima a la aventura de la gruta de los amantes.
En Constantinopla se celebran las bodas de Prigmaleón de Etiopía con la princesa Polixena de Grecia y se efectúa un lucido torneo, en el cual se enfrentan el Caballero de las Rosas y el de las Palmas, pero llega la noche sin que ninguno resulte vencedor. Después Rosalmundo parte de Constantinopla y corre varias aventuras. Participa en unas justas en el reino de Florertán y vence a un gigante; la reina de Florertán se enamora de él y se le ofrece, pero él, fiel a Armacia, la rechaza. La reina, enfurecida, planea su muerte, pero él logra vencer a sus hombres y escapar. Después libera a la bella Basiliana del poder de Dramante y ella le declara su amor, pero también es rechazada por él; encuentra al Caballero de las Palmas y se enfrenta de nuevo con él, pero el combate es interrumpido por Casandra, hija de Alquife y Urganda la Desconocida.
Alcidamante, en compañía de un joven caballero francés llamado Troilo, marcha a la ciudad de Alfarta, sitiada por el rey Fangomadán de Licagena, al cual derrota, y tiene amoríos con Marodiana, reina de Alfarta, y después con su hermana Silvana, pero finalmente se enamora de Trasiclea, princesa de Tramasonda, al ver su retrato. En el paso de un puente se enfrenta con un caballero, que resulta ser la propia Trasiclea, y marcha con ella a Tramasonda. En un bosque encuentran a Rosanel de Astra, hijo de Amadís de Astra, quien les relata su enamoramiento de Angelea de Sobradisa, nieta de Amadís de Gaula, y juntos corren aventuras hasta llegar a Tramasonda. En vísperas de sus esponsales con Alcidamante, Trasiclea intercepta una carta de reproches que Merodiana le dirige al caballero, se enfurece y dirige una furiosa epístola a Alcidamante. Este, desesperado, se retira a un yermo como ermitaño; mientras tanto, Trasiclea se convence de su inocencia y envía a su doncella Cesarina en busca del caballero, con una carta de disculpas.

## Tercera parte (libro XXVII de Amadís)
El mismo Saulnier Duverdier continuó la acción de Le Romant des Romans en una tercera parte, publicada en París en tres tomos en 1629, que fue el vigesimoséptimo y último de la serie de los Amadises. En su versión inglesa, la obra tiene 53 capítulos. 
El protagonista de esta obra es Amadís de Trapisonda, hijo de Amadís de Grecia y su esposa la emperatriz Niquea (que en El vigesimocuarto y último libro de Amadís de Gaula es mencionado como hijo de Safiramán y nieto de Esferamundi), aunque sus aventuras se alternan con las de Rosalmundo de Grecia y otros caballeros. 
La acción de la obra se inicia cuando Amadís de Trapisonda es llevado en un carro volante al imperio de Martaria, en cuyas costas salva de morir ahogado a Floridán de Persia, llamado el Caballero de las Flores, hijo de don Rogel de Grecia. Poco después topan con un cortejo en el que va Palmirena, hija del emperador de Martaria, de la que se enamora perdidamente Amadís. Después de derrotar a un terrible monstruo en la Montaña de los Osos, Amadís, con el propósito de estar más cerca de su señora, se viste de mujer y llega a la corte imperial fingiendo ser una doncella griega llamada Corazinda y presentándose como sobreviviente de un naufragio. El emperador, fascinado por su belleza, la invita a vivir con sus hijas, Palmirena y Amplamira. En la corte se le llama "la bella esclava" y despierta grandes pasiones en varios caballeros, enamorados de su extraordinaria belleza. Floridán de Persia, por su parte, se enamora de Amplamira. Palmirena siente una profunda atracción por la supuesta Corazinda y lamenta que no sea vaón. Amadís decide entonces revelarle su verdadera identidad. En una ceremonia secreta, Palmirena se desposa con Amadís y Amplamira con Floridán. Después de muchas incidencias, y a causa de que el emperador de Martaria ha comprometido a sus hijas en matrimonio, las dos parejas escapan de la corte, con la ayuda del príncipe Lucibel de Francia, pero son encantados en el Castillo de Cristal.
Rosalmundo de Grecia, tras correr diversas aventuras mientras anda en busca del Caballero de las Palmas (Alcidamante), llega al  reino de Clariana, donde encuentra a Alcidamente y finalmente se reconcilian. Rosalmundo llega a Martaria y allí desencanta a Amadís de Trapisonda, Floridán y sus esposas. Después, Rosalmundo se casa con su amada Armacia de Gardacia y Alcidamante con Trasiclea de Tramasonda.
El emperador Falanzar, califa de Siconia, e Idalcán, emperador de Melí, deciden formar una gran alianza para hacer la guerra al Imperio Griego y sus aliados, para lo cual planean marchar sobre Etiopía. Casandra, hija de Alquife y Urganda, llega a Constantinopla para advertir a los príncipes griegos de los planes de sus adversarios. Se inicia la guerra, con múltiples batallas de extrema ferocidad. Mientras tanto, Rosalmundo, junto con Alcidamante, Clarisel de Guindaya, Amadís de Trabisonda, Grian y Griolanís son llevados al Castillo del Tesoro del sabio Alcandro, en México, donde superan grandes pruebas para finalmente dar cima a la formidable aventura que permite el término del encantamiento en que se hallaban Amadís de Gaula, su esposa Oriana, Esplandián, Lisuarte de Grecia, Amadís de Grecia, don Belianís de Grecia, el Caballero del Febo y otros muchos reyes y príncipes cristianos, todos los cuales parten hacia Etiopía, para unirse a la lucha contra los paganos. Se acuerda efectuar un combate de cien caballeros por cada bando, que resulta sumamente violento pero en el cual finalmente vencen los cristianos. Alcidamante, Amadís de Trapisonda y Rosalmundo, gracias a sus matrimonios, son coronados respectivamente como emperadores de Tramasonda, Martaria y Gardacia. Concluidos los festejos del caso, los reyes y príncipes cristianos emprenden el regreso a sus respectivos reinos. En el último párrafo de la obra,  Saulnier du Verdier prometió una continuación, que nunca vio la luz:
"Estos deleites continuaron quince días enteros, durante los cuales el ejército cristiano fue disuelto y devuelto a sus tierras, y todos estos príncipes se separaron con muchas lágrimas; Amadís de Gaula, Amadís de Grecia, Don Silves, Clarisel de Guindaya, el valiente Esquilán de Polonia, y la bella emperatriz de las Amazonas, quien necesariamente los acompañaría, se fueron con sus esposas a Constantinopla; Florisel de Niquea a Trapisonda con Falanges, Alastraxerea, Agesilao y su bella Diana; Don Rogel con Persea y Fulgorán a Persia; Amadis de Astra al imperio de los partos, con la bella infanta Rosiliana, que estaba por morir de alegría con su llegada; Fortunián a Francia con Florisel; Rosalmundo, Rusián y Silverino del Desierto a Gardacia; Amadís de Trapisonda, Floridán y Lucibel con su suegro a Martaria; A∣cidamante con Trasiclea, Grian y Brandimanda a Trapisonda; Griolanís y su bella Adelazia a Corolandaya; Prigmaleón permaneció en Etiopía, hasta que sus súbditos estuvieran algo más asegurados; el Caballero del Febo y Belianís, según las instrucciones del gran Alcandro, se dirgieron con sus parientes hacia China y el imperio de México; y todos los otros príncipes cristianos se embarcaron y zarparon hacia sus propios países, donde los dejaremos disfrutar toda la felicidad de la paz para dar fin a este tercer volumen, en la continuación del cual se verán las aventuras de don Belianís, del Caballero del Febo, junto con una continuación de los maravillosos hechos de Alcidamante, Rosalmundo, Clarisel, Pérsides y otros jóvenes caballeros de Grecia."

## Traducción inglesa
La serie completa del Romant des Romans (los libros XXV, XXVI y XXVII de Amadís) fue traducida al inglés por encargo del conde de Pembroke y publicada en Londres en 1640 con el título de The love and armes of the Greeke princes. Or, The romant of the romants. Written in French by Monsieur Verdere, and translated for the Right Honourable, Philip, Earle of Pembroke and Montgomery, Lord Chamberlaine to his Majesty.